# Reprezentacja Japonii na Mistrzostwach Świata w Narciarstwie Klasycznym 2003
Reprezentacja Japonii na Mistrzostwach Świata w Narciarstwie Klasycznym 2003 liczyła 20 sportowców. Reprezentacja ta zdobyła 3 medale - 1 srebrny i 2 brązowe, dzięki czemu zajęła 9. miejsce w klasyfikacji medalowej.

## Medale

### Złote medale
- brak

### Srebrne medale
- Skoki narciarskie - konkurs drużynowy na skoczni K-120: Kazuyoshi Funaki, Akira Higashi, Hideharu Miyahira, Noriaki Kasai

### Brązowe medale
- Skoki narciarskie - konkurs indywidualny na skoczni K-120: Noriaki Kasai
- Skoki narciarskie - konkurs indywidualny na skoczni K-95: Noriaki Kasai

## Wyniki

### Biegi narciarskie

#### Mężczyźni
30 km techniką klasyczną
- Katsuhito Ebisawa - 18. miejsce
- Hiroyuki Imai - 25. miejsce
- Tomio Kanamaru - 36. miejsce
- Masaaki Kozu - nie ukończył

15 km techniką klasyczną
- Masaaki Kozu - 34. miejsce
- Mitsuo Horigome - 49. miejsce
- Hiroyuki Imai - nie ukończył
- Yuichi Onda - nie ukończył

Sprint
- Yuichi Onda - 18. miejsce

50 km
- Hiroyuki Imai - 9. miejsce
- Mitsuo Horigome - 20. miejsce
- Masaaki Kozu - 32. miejsce
- Katsuhito Ebisawa - 45. miejsce

Sztafeta 4x10 km
- Katsuhito Ebisawa, Hiruyoki Imai, Mitsuo Horigome, Masaaki Kozu - 9. miejsce

Bieg łączony 2x10 km
- Masaaki Kozu - 43. miejsce
- Tomio Kanamaru - 51. miejsce
- Mitsuo Horigome - 56. miejsce
- Katsuhito Ebisawa - 61. miejsce

#### Kobiety
15 km stylem klasycznym
- Nobuko Fukuda - 17. miejsce
- Sumiko Yokoyama - 19. miejsce
- Masako Ishida - 36. miejsce
- Madoka Natsumi - 39. miejsce

10 km stylem klasycznym
- Sumiko Yokoyama - 30. miejsce
- Masako Ishida - 37. miejsce
- Yuka Koshita - 47. miejsce

Bieg łączony 2x5 km
- Sumiko Yokoyama - 32. miejsce
- Nobuko Fukuda - 39. miejsce
- Madoka Natsumi - 56. miejsce
- Yuka Koshita - 57. miejsce

Sztafeta 4x5 km
- Sumiko Yokoyama, Nobuko Fukuda, Masako Ishida, Yuka Koshita - 11. miejsce

Sprint
- Madoka Natsumi - 16. miejsce

30 km
- Nobuko Fukuda - 33. miejsce
- Yuka Koshita - 41. miejsce

### Kombinacja norweska
Gundersen K-95 / 15 km
- Daito Takahashi - 10. miejsce
- Satoshi Mori - 18. miejsce
- Norihito Kobayashi - 26. miejsce
- Junpei Aoki - 33. miejsce

Konkurs drużynowy (K-95 + 4 x 5 km)
- Norihito Kobayashi, Daito Takahashi, Junpei Aoki, Satoshi Mori - 6. miejsce

Sprint (7,5 km + K-120)
- Daito Takahashi - 29. miejsce
- Satoshi Mori - 32. miejsce
- Norihito Kobayashi - 43. miejsce
- Gen Tomii - 45. miejsce

### Skoki narciarskie mężczyzn
Konkurs indywidualny na skoczni K-120
- Noriaki Kasai - 3. miejsce
- Hideharu Miyahira - 5. miejsce
- Kazuyoshi Funaki - 16. miejsce
- Akira Higashi - 38. miejsce

Konkurs drużynowy na skoczni K-120
- Kazuyoshi Funaki, Akira Higashi, Hideharu Miyahira, Noriaki Kasai - 2. miejsce

Konkurs indywidualny na skoczni K-95
- Noriaki Kasai - 3. miejsce
- Hideharu Miyahira - 4. miejsce
- Kazuyoshi Funaki - 15. miejsce
- Teppei Takano - 26. miejsce